# A-un

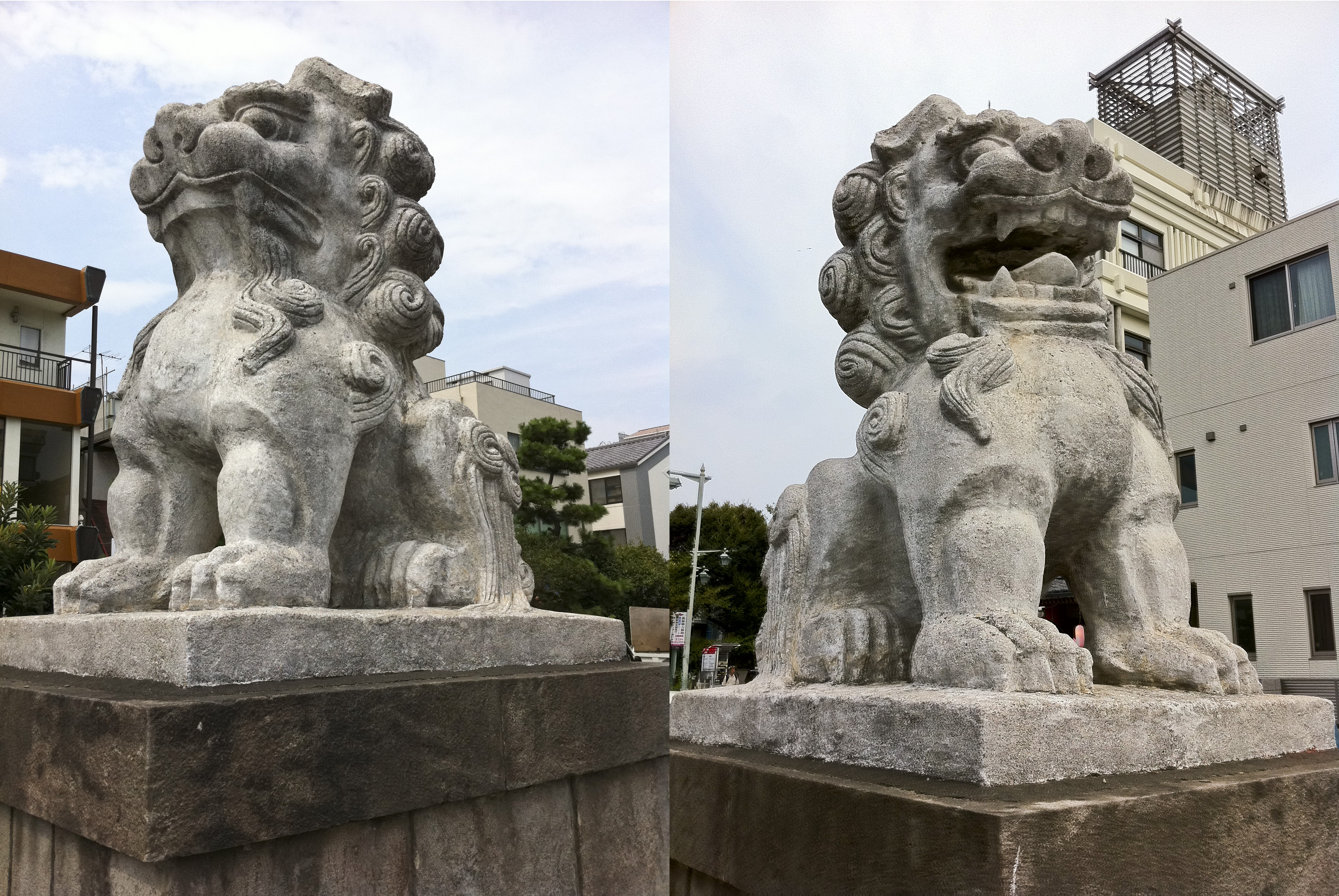
Una coppia a-um di komainu, "a" sulla destra, "un" sulla sinistra

Il termine A-un (阿吽?) è la translitterazione in giapponese delle due sillabe "a" e "hūṃ". Scritto in Devanagari come अहूँ.
Il termine sanscrito originale è composto da due lettere, la prima e l'ultima dell'alfabeto sanscrito. Insieme, rappresentano simbolicamente l'inizio e la fine di tutto. Nel Buddhismo Mikkyō, le lettere rappresentano l'inizio e la fine dell'universo.
Il termine è anche usato nell'architettura dello Shintoismo e del Buddhismo per descrivere una coppia di statue comuni nelle impostazioni religiose giapponesi, come Niō e komainu.  Nella maggior parte dei casi, quello di destra ha la bocca aperta, come se pronunciasse il suono "a"; quello di sinistra ha la bocca chiusa, come se pronunciasse il suono "um". Il nome generico delle statue con la bocca aperta è agyō (阿形?, lit. "a" shape), quelle con la bocca chiusa ungyō (吽形?, lit. "un" shape"). 
IL termine a-un viene usato in senso figurato in alcune espressioni giapponesi come "a-un respiro" (阿吽の呼吸?, a-un no kokyū) oppure "a-un relazione" (阿吽の仲?, a-un no naka), indicando un rapporto armonioso o una comunicazione non verbale.

## Alcune coppie di "a-un"

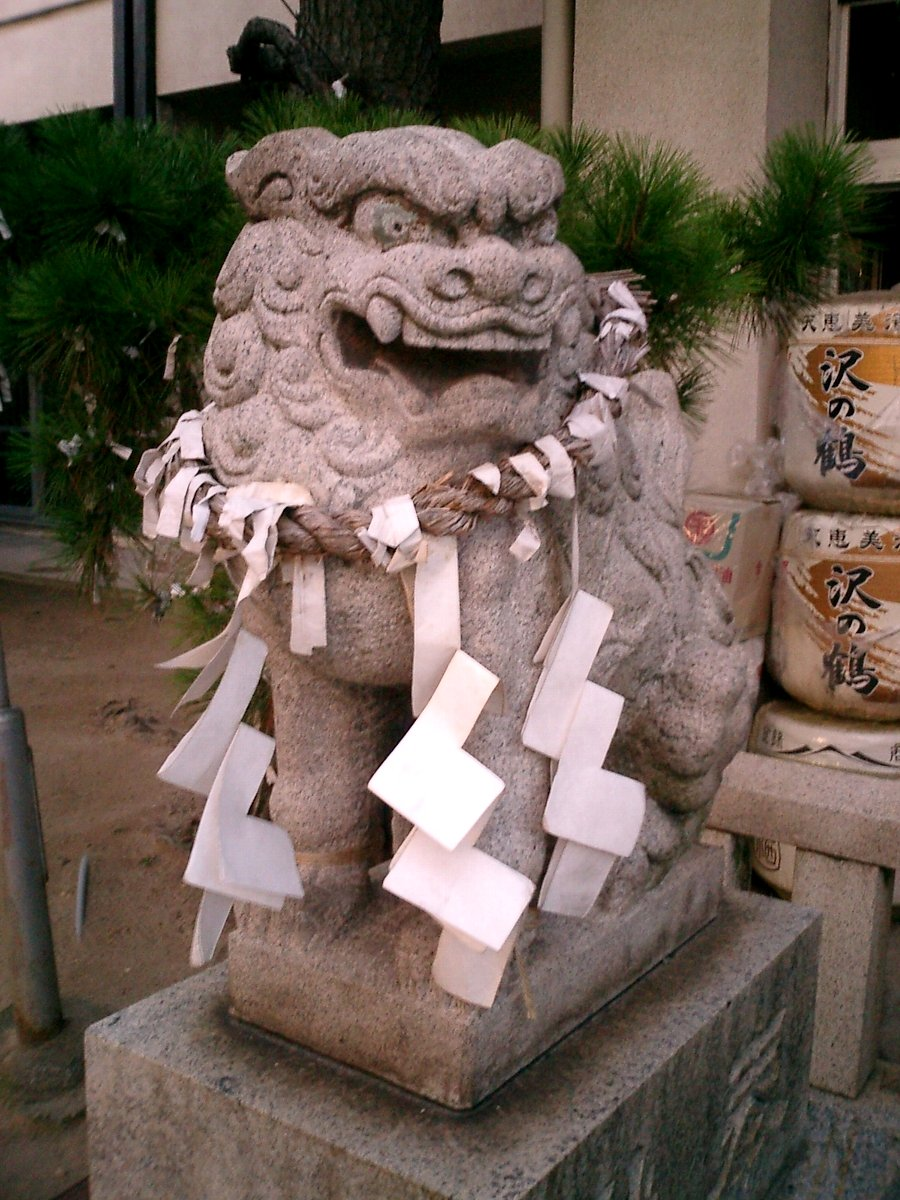
Un komainu agyō
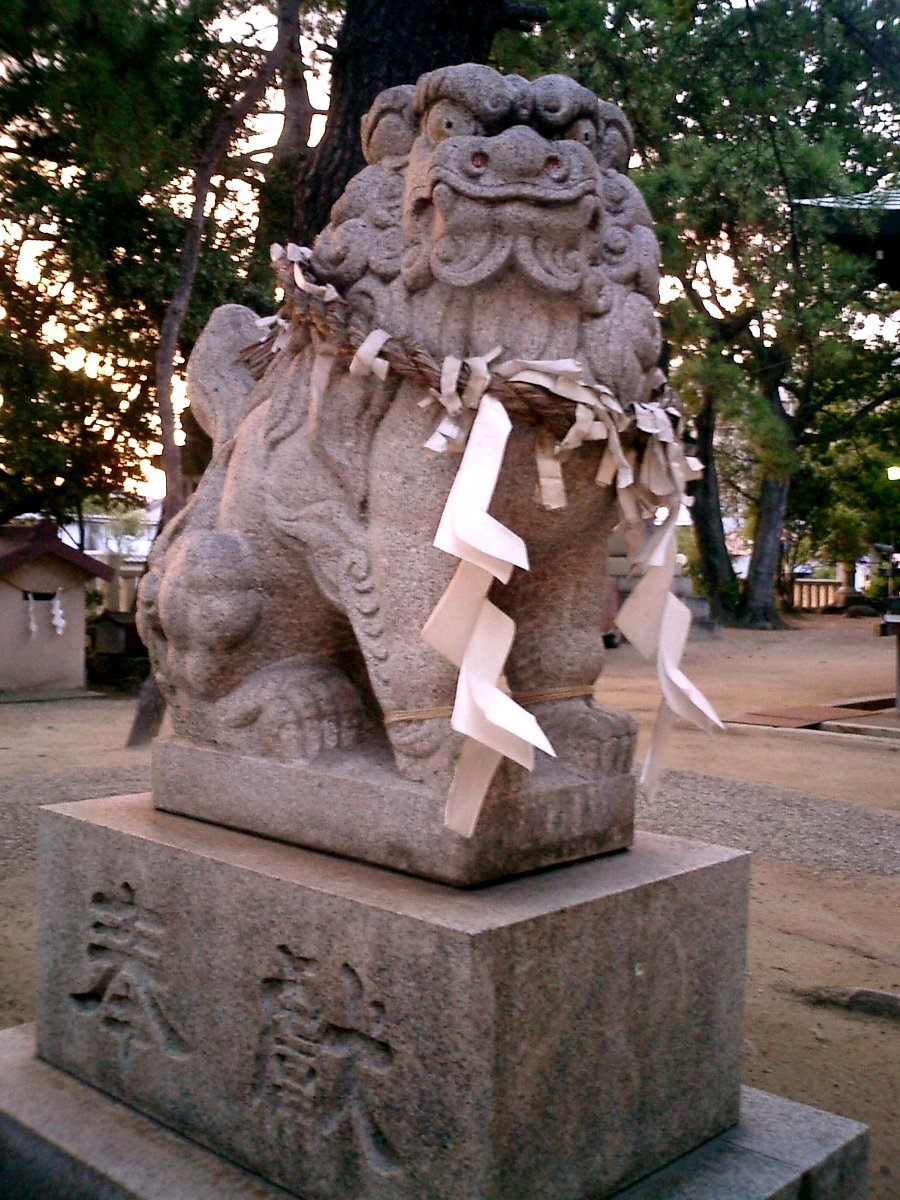
Un komainu ungyō
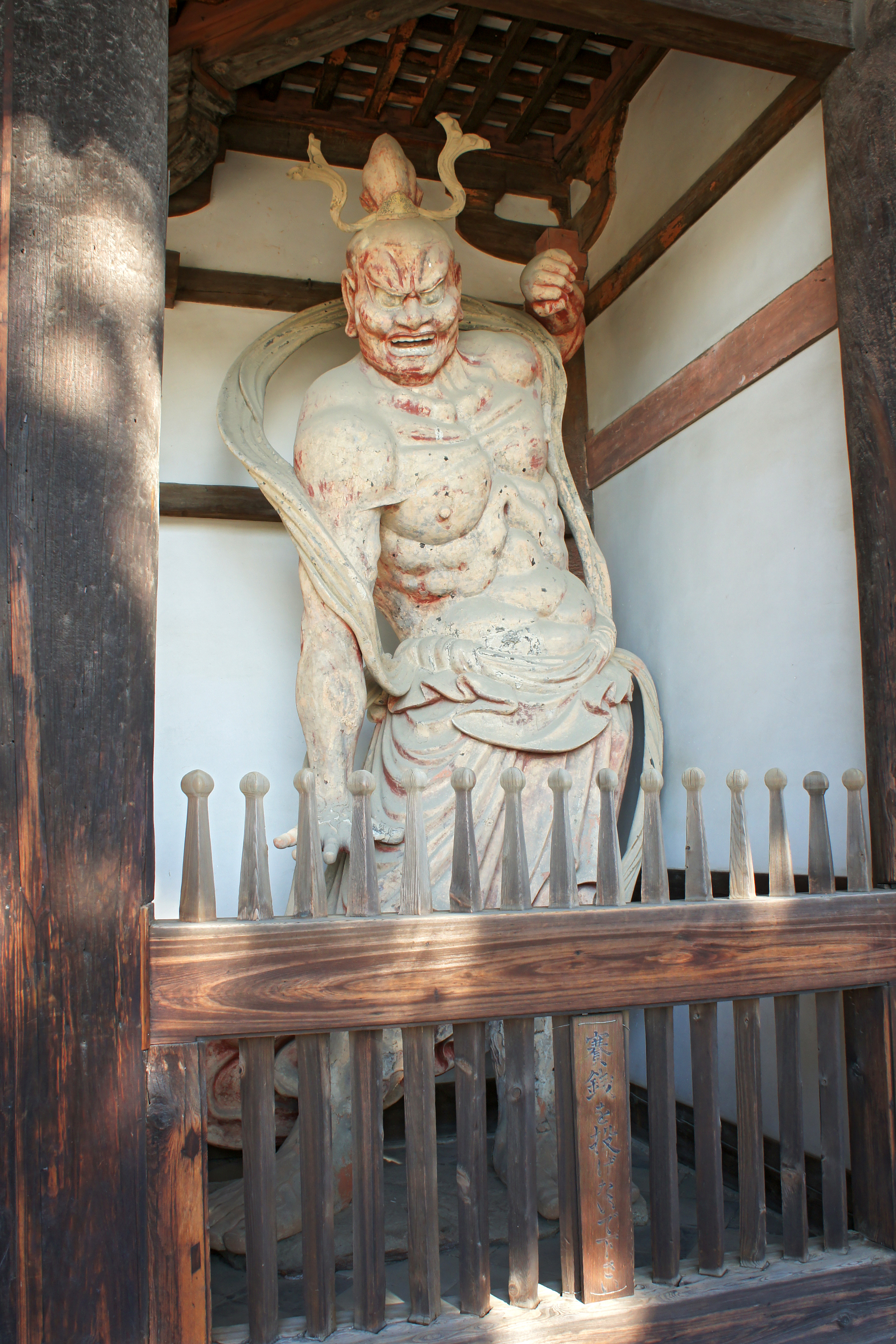
Niō al cancello centrale di Hōryū-ji Agyō
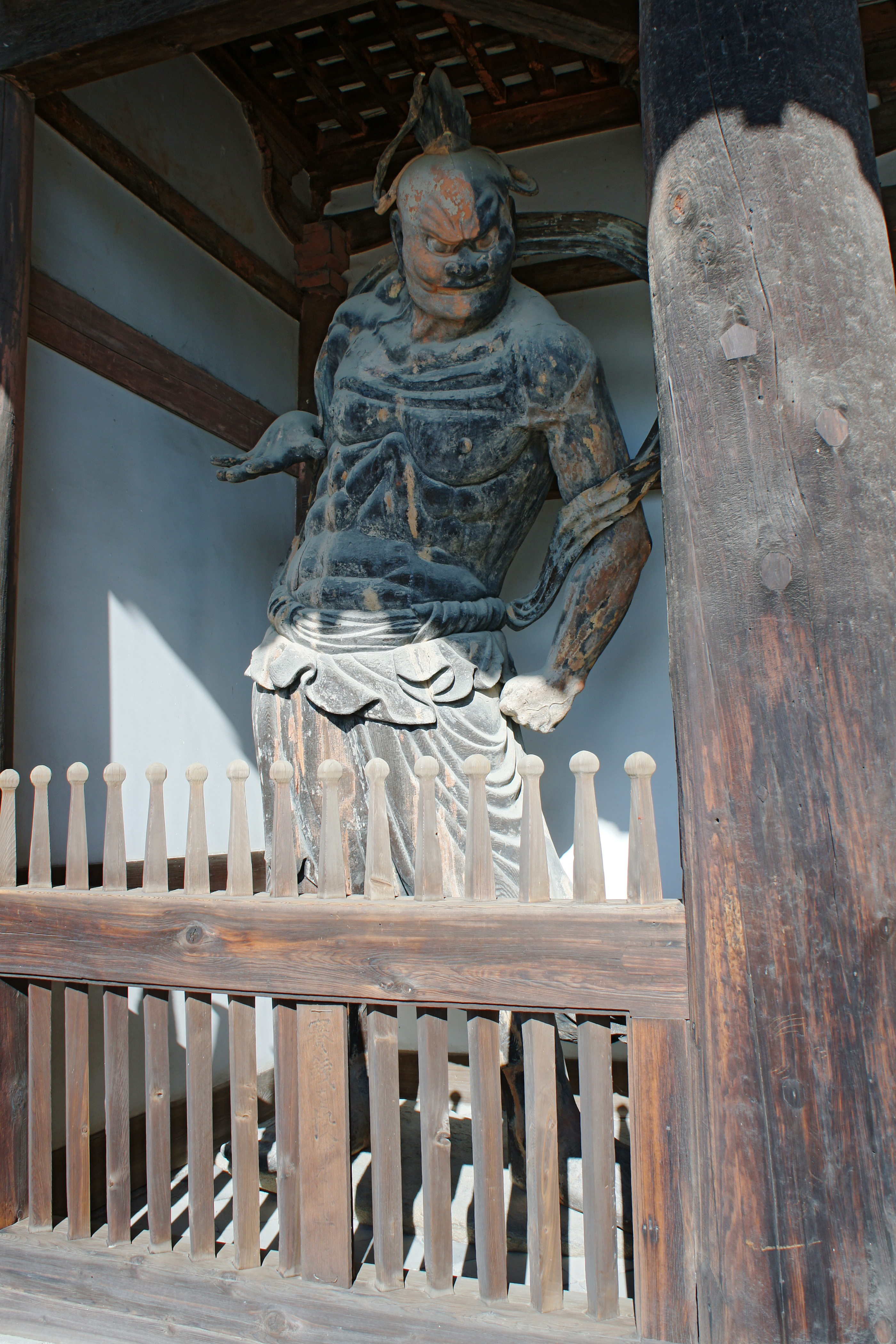
Niō al cancello centrale di Hōryū-ji Ungyō